# Pardosa flavipes
Pardosa flavipes är en spindelart som beskrevs av Hu 200. Pardosa flavipes ingår i släktet Pardosa och familjen vargspindlar. Inga underarter finns listade i Catalogue of Life.